# Maciste l'eroe più grande del mondo
Maciste l'eroe più grande del mondo è un film peplum del 1963 diretto da Michele Lupo.

## Trama
Nefer è un regno in declino, nei tempi andati era un regno prospero ma ora è costantemente minacciato dalla potente città rivale di Cafaus. Le due città sono anche arrivate alla guerra con esito disastroso per Nefer, che ha dovuto sottostare a pesanti condizioni imposte dai vincitori: ogni anno 24 ragazze vergini dovranno essere inviate a Cafaus per essere offerte in sacrificio umano al dio della città. Maciste vive lontano da queste due città ed ignora la situazione, finché un giorno transita per Nefer proprio il giorno in cui le truppe dell'inetto sovrano della città catturano con la forza le 24 ragazze per il sacrificio. Maciste decide di intervenire per liberare le ragazze e deporre il sovrano inetto e tiranno di Nefer, per sostituirlo con uno più abile. Compiuta l'impresa riparte verso la sua terra, per tornare a condurre la sua vita di sempre.